# Gefleckter Knochenhecht
Der Gefleckte Knochenhecht (Lepisosteus oculatus) ist ein einzelgängerischer, bis 1,20 Meter langer Raubfisch. Die Fische werden 60 Zentimeter bis 1,12 Meter lang, maximal 4,4 kg schwer und erreichen ein Alter von 18 Jahren. Ihr Körper ist bräunlich bis olivgrün mit einem unregelmäßigen Muster von dunklen Flecken, die Seiten sind heller als der Rücken, die Bauchseite fast weiß. Wie bei allen Knochenhechten ist die Schwanzflosse abgerundet und leicht heterocerk. Rücken- und Afterflosse stehen sich symmetrisch kurz vor dem Schwanzstiel gegenüber, sie haben 7 bis 9 Flossenstrahlen.

## Verbreitung
Er lebt im Stromgebiet des Mississippi River und in anderen Flüssen, die in den Golf von Mexiko münden, vom äußersten Westen Floridas bis zum Nueces River bei Corpus Christi. Sie gehen auch in Brackwasser.